# Kolovrat (hribovje)
Kolovrat (furlansko Colorât, italijansko Monte Colovrat), tudi Kanalski Kolovrat je predalpsko hribovje na desni strani Soče, zahodno od Tolmina z najvišjim vrhom Kuk (1243 mnm) nad Livkom.
Gorski hrbet je dolg okrog 7 km, razprostira se na višini 800 do 1100 mnm, med Soško dolino in Beneško Slovenijo, po njem poteka državna meja med Slovenijo in Italijo od Livškega prelaza (690 mnm pri naselju Livek) do Kamberškega hribovja.
Kolovrat je bil mejno ozemlje med Beneško republiko oziroma Kraljevino Italijo in Avstro-Ogrsko. Po drugi svetovni vojni je meja med Italijo in SFR Jugoslavijo stekla po slemenu Kolovrata, kjer je pred letom 1918 potekala avstrijsko-italijanska meja. Na prisojnem pobočju so na slovenski strani Livek in Livške Ravne, na osojni italijanski strani pa je več zaselkov (Dreka, Laze, Trinko, Kras, Lambaj). Na severni strani Kuka je bilo postavljenih več smučarskih vlečnic za smušarsko središče Livek, sedaj pa je ob smučišču, ki ne obratuje zgrajeno  apartmajsko naselje Nebesa.
Pod Slemenom je izvir obmejne rečice Idrije.